# Iscoyd Park
Iscoyd Park – posiadłość z trzykondygnacyjnym ceglanym wiejskim domem w hrabstwie Wrexham w Walii, 5 km na zachód od Whitchurch. Obecny kształt budynku datuje się na rok 1737, lecz istniał on już przed 1700 rokiem.

## Historia
W XIV wieku posiadłość była własnością spadkobierców Iorwetha Voela, Lorda Maelor Saesneg. Następnie w wyniku małżeństwa przeszła w ręce rodziny Roydens of Holt. W XVII wieku mieszkała tu rodzina Jenningsów. W 1737 Wilhelm Hanmer, który ożenił się z dziedziczką Gopsall w  hrabstwie Leicestershire, wybudował przednią część domu. W 1780 roku dom sprzedano Richardowi Congreve’owi.
W 1843 roku dom kupił Philip Lake Godsal. Wybudował portyk i jadalnię, a jego syn Philip Wilhelm Godsal wybudował wykusz w salonie w 1876 roku. Jego syn Philip Thomas skonstruował mechanizm zwany „karabinem Godsala”. Za jego czasów wybudowano wieżę wodną z tyłu domu.
Podczas II wojny światowej Iscoyd Park zarekwirowano na szpital z 1500 miejscami i obóz jeniecki Sił Zbrojnych Stanów Zjednoczonych. Po wojnie został przekazany Polskim Siłom Zbrojnym. Znajdował się tutaj Polski Szpital Wojenny nr 4. Zmarł w nim gen. Roman Górecki, pochowany wraz z innymi polskimi żołnierzami na cmentarzu w Whitchurch.
Philip Godsal wrócił do domu w 1946 roku i mieszkał w mieszkaniu na pierwszym piętrze w skrzydle biblioteki. Posiadłość zwrócono rodzinie Godsalów w 1957 roku.
W 1964 roku Philip H. Godsal przeniósł się do Iscoyd Park i odrestaurował fasadę w stylu georgiańskim. Zmarł w 1982 roku, a dwa lata później przeniósł się tutaj jego syn Philip Caulfeild. Odrestaurował budynki gospodarcze i zadaszył główną część domu.
W latach 2009–2010 posiadłość została wyremontowana przez Philipa Langleya Godsala i jego żonę Susie. Odbywają się tutaj śluby w wiejskim klimacie.

## Architektura
Obiekt został w 1962 roku wpisany na listę zabytków Wielkiej Brytanii klasy II, jako dobrze zachowana wiejska posiadłość z budynkami gospodarczymi z XVIII i XIX w., parkiem i ogrodami, oficynami, wozownią, pralnią, chlewnią i stajnią. Wnętrze zdobią kasetonowe drzwi, dębowe schody i podłogi oraz oryginalne kominki.